# Hamataliwa albibarbis
Hamataliwa albibarbis är en spindelart som först beskrevs av Cândido Firmino de Mello-Leitão 1947.  
Hamataliwa albibarbis ingår i släktet Hamataliwa och familjen lospindlar. Inga underarter finns listade i Catalogue of Life.